# Miquel Sirvent i Ribó
Miquel Sirvent i Ribó (? ca 1871, - Barcelona, 10 de juny de 1937) va ser un actor de teatre català de finals del segle xix i del primer terç del segle xx. En els seus inicis formava part del grup "L'Avençada" al Casino de Sant Andreu "El casinet" de Palomar conjuntament amb Ignasi Iglésias i Pujadas i l'actor Joaquim Vinyas.
Va treballar gairebé sempre a la companyia catalana del teatre Romea de Barcelona, fent papers d'actor secundari.

## Trajectòria professional
- 1905, 25 de novembre. Les garses, original d'Ignasi Iglésias. Estrenada al teatre Romea de Barcelona (en el paper de Janot.)
- 1907, 20 de febrer. La mare, original de Santiago Rusiñol. Estrenada al teatre Romea de Barcelona (en el paper d'Un pobre, 65 anys.)
- 1908, 22 de març. Aigües encantades, original de Joan Puig i Ferreter. Estrenada al teatre Romea (en el paper de Manso.)
- 1908, 18 d'abril. En Joan dels Miracles, original d'Ignasi Iglésias. Estrenada al teatre Romea de Barcelona (en el paper d'Esteve, 45 anys).
- 1908, 25 de novembre. La dama enamorada, original de Joan Puig i Ferreter. Estrenada al teatre Novetats de Barcelona (en el paper de El Pare Viardot, 60 anys.)
- 1909, 16 de desembre. L'eterna qüestió, original d'Avel·lí Artís i Balaguer. Estrenada al teatre Romea de Barcelona (en el paper de Don Ignasi, 70 anys.)
- 1910, 14 d'abril. Sainet trist, original d'Àngel Guimerà. Estrenada al teatre Romea de Barcelona (en el paper de Tonet.)
- 1911, 15 d'abril. La reina jove, original d'Àngel Guimerà. Estrenada al teatre Principal de Barcelona (en el paper de Frits.)
- 1912, 20 de desembre. En el paper de Don Enric a l'obra La casa de tothom de Josep Morató, estrenada al Gran Teatre Espanyol de Barcelona.
- 1918, 30 de març. La mel i les vespes, original de Josep Pous i Pagès. Estrenada al teatre Romea de Barcelona (en el paper d'En Jeremies.)
- 1918, 19 d'abril. Al cor de la nit, original d'Àngel Guimerà. Estrenada al teatre Romea de Barcelona (en el paper de Marçal.)
- 1919, 18 de gener. Papallones, original de Josep Pous i Pagès. Estrenada al teatre Romea de Barcelona (en el paper d'En Serafí.)
- 1919, 17 d'octubre. Flacs naixem, flacs vivim..., original de Josep Pous i Pagès. Estrenada al teatre Romea de Barcelona (en el paper de l'Indaleci.)
- 1919, 30 de novembre. La senyora Marieta, original d'Ignasi Iglésias. Estrenada al teatre Romea de Barcelona (en el paper d'En Xapa.)
- 1929, 30 de març. El procés de Mary Dugan, original de Bayard Veiller. Estrenada al teatre Romea de Barcelona (en el paper de Patrici Kearney.)